# Eremo di Sant'Antonio (Pescocostanzo)
L'eremo di Sant'Antonio è un edificio religioso che si trova nel comune di Pescocostanzo, in località Difesa, all'interno della riserva regionale Bosco di Sant'Antonio, compresa nel parco nazionale della Maiella.

## Storia
L'eremo di Sant'Antonio venne edificato all'interno dell'omonimo bosco verso la fine del XIV secolo e i lavori di costruzione terminarono verso gli inizi del XV secolo, come si rileva da alcuni elementi decorativi esterni ed interni all'edificio; l'eremo venne poi documentato per la prima volta in una bolla pontificia del 1536. Così come il bosco circostante, in età pagana fu consacrato dapprima a Giove e, con la conversione al cattolicesimo, avvenuta durante il Medioevo, devoluto in seguito prima a sant'Antonio abate e poi a sant'Antonio da Padova. Nel 1577 subì un primo restauro attuato dai contadini della vicina Pescocostanzo, come attestato dall'iscrizione incisa sull'architrave della facciata principale dell'edificio.

## Descrizione
Esternamente, l'eremo è composto da una chiesa e da alcuni fabbricati utilizzati a scopo abitativo ed articolati su due livelli. La facciata principale presenta un portale con un architrave adiacente su cui è posta una lapide che ne ricorda il restauro del 1577 e una serie di quattro finestre tre-quattrocentesche in pietra grigia. L'intero complesso è rivestito da un tetto a due falde continue da cui sporge un campanile a vela. Internamente, vi è un altare su cui vi sono una statua lignea tardo-trecentesca di sant'Antonio abate e un dipinto di sant'Antonio da Padova; l'intero vano conduce inoltre ad una sagrestia di ridotte dimensioni.